# Корякское Авиапредприятие
Корякское Авиапредприятие — ныне недействующая российская авиакомпания, базировавшаяся на Камчатке.

## История

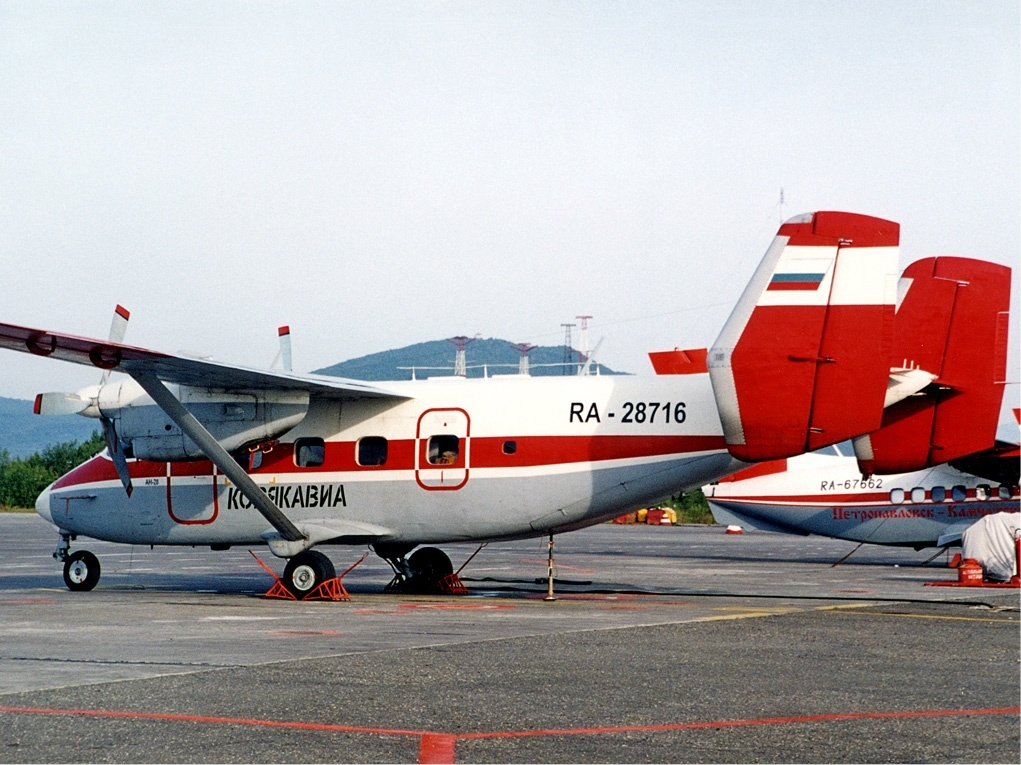
Ан-28

Корякавиа была основана в 1956 году как Корякское подразделение Аэрофлота. После 1992 года название было изменено на Корякское авиапредприятие, а нынешнее название введено в 2001 году.

## Флот
По состоянию на сентябрь 2007 года, во флоте авиакомпании числились следующие воздушные суда:
| ВС    | Количество | Примечания                               |
| ----- | ---------- | ---------------------------------------- |
| Ми-8  | 4          | (RA-25195, RA-25388, RA-25617, RA-25618) |
| Ан-28 | 2          | (RA-28714, RA-28715)                     |
| Всего | 6          |                                          |

## Инциденты
Ми-8Т (RA-24209) на высоте 850 метров совершил посадку в горном районе в верховьях реки Жгачка, во время которого вертолет столкнулся с землёй и частично разрушелся. Второй пилот и бортинженер получили ранения. Капитан вызвал помощь по телефону и, оказав помощь раненому, вернулся в вертолет, где его позже нашли мертвым — от самоубийства через повешение. По предварительной информации, причиной вынужденной посадки стал либо нарост льда, либо перегрузка вертолета. Последующее расследование показало, что причиной сваливания вертолета былo oбледенение, когда вертолет находился на слишком малой высоте, чтобы он мог восстановить высоту при перезапуске.